# HMCS Bonaventure
«Бонавентюр» (фр. Bonaventure) — лёгкий авианосец типа «Маджестик», состоявший на вооружении КВМС Канады. Постройка авианосца была начата для КВМС Великобритании под названием «Пауэрфул» (англ. Powerful — «мощный») и номером R95 в годы Второй мировой войны. Корабль был заложен в 1943 и спущен на воду в 1945 году, однако с окончанием войны его строительство, как и других представителей типа, было остановлено. В 1952 году недостроенный авианосец был приобретён КВМС Канады и в 1952—1957 годах закончен уже для них, по модернизированному проекту. Авианосец вступил в строй под новым названием и номером RRSM 22, позднее сменённым на CVL-22, и нёс службу на побережье Атлантики в роли многоцелевого. С 1961 года он был переклассифицирован в противолодочный авианосец, а с марта 1966 по сентябрь 1967 года прошёл капитальную модернизацию. «Бонавентюр» был снят с вооружения 1 апреля 1970 года и с марта 1971 года был пущен на слом.